# Opel 6
De Opel 6 ook wel de Opel 2.0 liter genoemd was een middenklasse auto van Opel.
Van 1934 tot juni 1937 zijn er in Rüsselsheim 52.594 exemplaren geproduceerd. De Opel 6 werd in 1937 opgevolgd door de Opel Super 6. In 1934 was de 6 de navolger van de Opel 1,8 liter. De Opel 6 had twee types motoren: de 1,8 liter die 32 pk en maximaal 3200 tpm leverde, en de 2,0 liter die 36 PK leverde en maximaal 3300 tpm.